# Kelly Holcomb
Bryan Kelly Holcomb (Fayetteville, 9 aprile 1973) è un ex giocatore di football americano statunitense che ha militato nel ruolo di quarterback nella National Football League.

## Biografia
Dopo non essere stato scelto nel Draft NFL 1995 Holcomb firmò coi Tampa Bay Buccaneers, da cui fu svincolato senza mai scendere in campo. L'anno seguente firmò come free agent con gli Indianapolis Colts con cui nel 1997 disputò cinque partite, di cui una come titolare, passando un solo touchdown a fronte di otto intercetti subiti. Rimase coi Colts fino al 2000 come riserva di Peyton Manning ma non scese più in campo.

### Cleveland Browns
Dopo essere stato svincolato dai Colts, Holcomb firmò coi Cleveland Browns. Questi l'anno precedente avevano scelto come primo assoluto nel draft il quarterback Tim Couch ma Holcomb spesso, durante i suoi anni nell'Ohio, si dimostrò un giocatore più affidabile. Nel 1998 giocò quattro gare, di cui 2 come titolare, lanciando otto TD e 4 intercetti. Il momento più memorabile della sua carriera fu nel turno delle wild card dei playoff 2002-2003 contro i Pittsburgh Steelers in cui divenne il terzo quarterback della storia della NFL a lanciare oltre 400 yard nella post-season. La sua gara si concluse con 429 yard passate, un nuovo record dei playoff per una gara terminata nei tempi regolamentari.
Nel 2003, Holcomb disputò dieci partite, iniziandone otto come titolare al posto di Couch. Nella sua ultima stagione con la squadra fu sostituito come titolare da Jeff Garcia.

### Ultimi anni
Holcomb firmò coi Buffalo Bills prima della stagione 2005, partendo come titolare in metà delle gare della stagione, alternandosi con J.P. Losman. Nella stagione successiva invece non scese mai in campo. Scambiato prima coi Philadelphia Eagles e coi Minnesota Vikings, dove nel 2007 iniziò tre gare come titolare, annunciò il proprio ritiro il 7 luglio 2008.

## Statistiche
| Yard passate  | 5.916 |
| Touchdown     | 39    |
| Intercetti    | 38    |
| Passer rating | 79,2  |